# Villa Della Torre
Villa Della Torre è una villa di Fumane, in Valpolicella (Verona), risalente al XVI secolo. La pianta, imperniata su un cortile con peristilio, si rifà alle antiche case romane. L'interno contiene quattro camini a mascherone i quali si inseriscono in un itinerario simbolico che abbraccia l'intero complesso. 
La critica ha avanzato l'attribuzione a Giulio Romano, l'architetto dei Gonzaga. Mentre il tempietto ottagonale è assegnato dalle fonti all'architetto veronese Michele Sanmicheli.

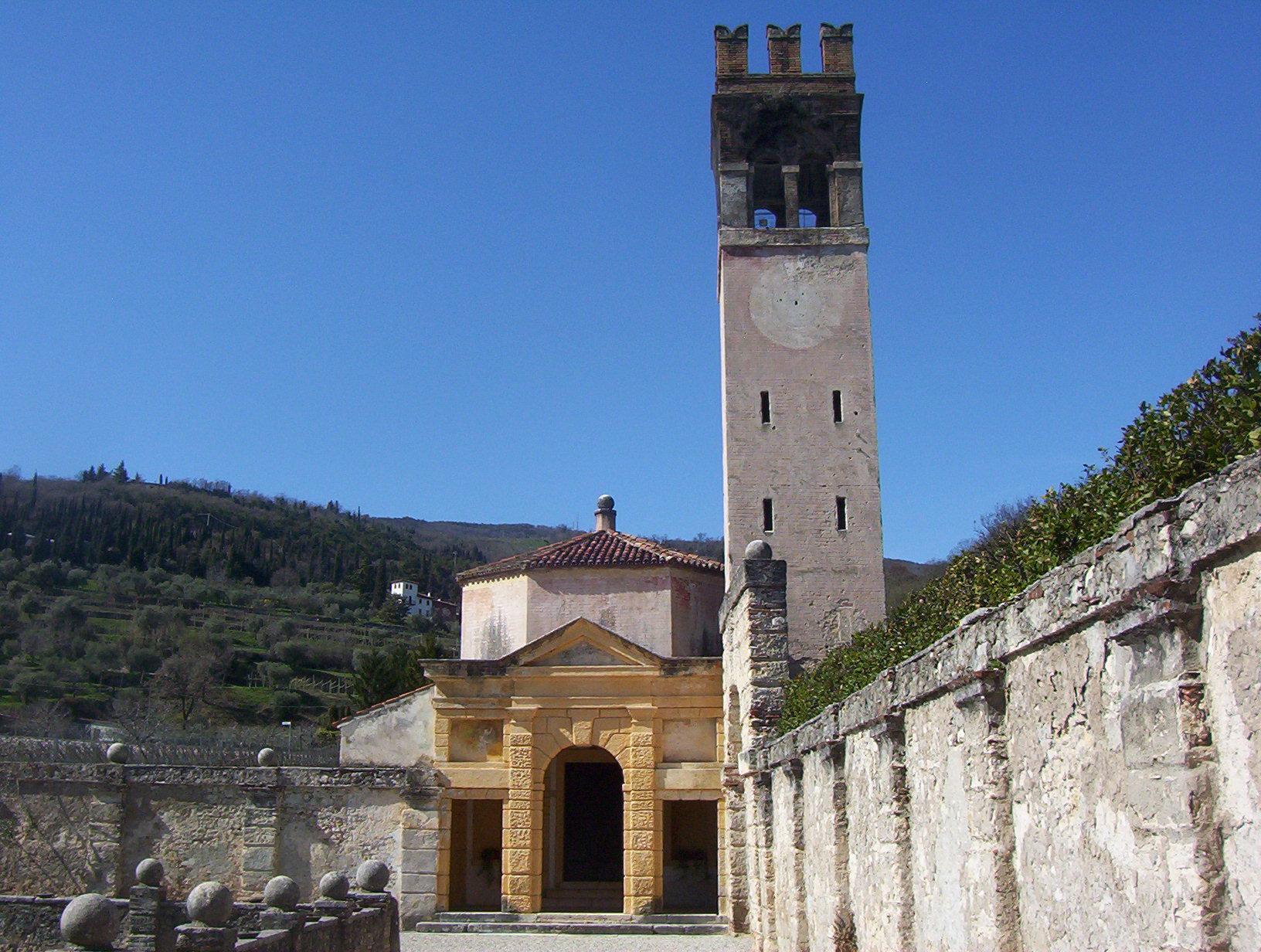
La chiesetta ubicata nel punto più alto della villa

## Storia
La villa nasce da una committenza colta e strettamente legata agli ambienti religiosi del tempo: Giulio Della Torre, autore di saggi morali e collezionista di antichità, e i figli Girolamo, prevosto della cattedrale di Verona, Francesco, segretario del vescovo di Verona Gian Matteo Giberti e fiduciario del cardinale Ercole Gonzaga, e Antonio, anch'egli vicino all'ambito religioso "evangelico" del Giberti. 
I Della Torre trasformarono e ampliarono un precedente edificio tre-quattrocentesco, di cui restano tracce pittoriche. Le carte d'archivio segnalano che la nuova villa era in via di ultimazione nel 1545.
Nel 1562, come dimostra un disegno di Cristoforo Sorte, la villa era ancora priva delle torri laterali del lato nord. Esse furono probabilmente aggiunte da Marcantonio Della Torre (1531-1591), come segno allusivo al cognome "Della Torre", assieme alle merlature ghibelline (muro di cinta e torre campanaria) e alla grotta-ninfeo edificata a nord della villa come luogo di intrattenimento mondano. Munifico ecclesiastico, Marcantonio Della Torre ospitò, nel 1575, la poetessa e cortigiana veneziana Veronica Franco, la quale ricambiò con il poemetto In lode di Fumane.
La villa rimase ai Della Torre fino ai primi decenni dell'Ottocento. Seguì un progressivo declino culminante con i danni (fra cui il crollo del tetto e del soffitto del peristilio) subiti durante e dopo la Seconda guerra mondiale.
Nel 1952 la villa fu acquistata da Girolamo Cazzola, che a partire dal 1960 intraprese un generale restauro.
La progettazione della villa è tuttora fonte di incertezza, è stata attribuita in un primo tempo all'architetto Giulio Romano o a Bartolomeo Ridolfi e in seguito al famoso architetto veronese Michele Sanmicheli, che fu certamente l'autore almeno della annessa chiesetta, di forma ottagonale. I camini che si trovano all'interno, con mostruose bocche, sono stati rivendicati dal Magagnato agli stuccatori Ridolfi. Probabilmente la costruzione è avvenuta in un lungo periodo e ci sono quindi più mani nel disegnarla. In ogni caso la Villa fu edificata verso il 1560 per conto dei Della Torre sul luogo di un preesistente edificio già dei Maffei ed in data ancora precedente dei Della Scala: un disegno del 1562 la ritrae già con l'aspetto attuale.
La pianta è anomala rispetto alle ville dello stesso periodo. Ha uno schema chiuso che ricorda le domus romane. La parte interna è costituita da tre cortili a piani crescenti, dove il più alto entra nell'ampio brolo e quello basso entra nel giardino. Una scalea curva porta dal primo cortile al peristilio. La villa si fonde con la natura circostante ed interna. Nel cortile superiore è situato il tempietto ottagonale del Sammicheli.
Dal 2008 il complesso è divenuto proprietà Marilisa Allegrini.

## Descrizione

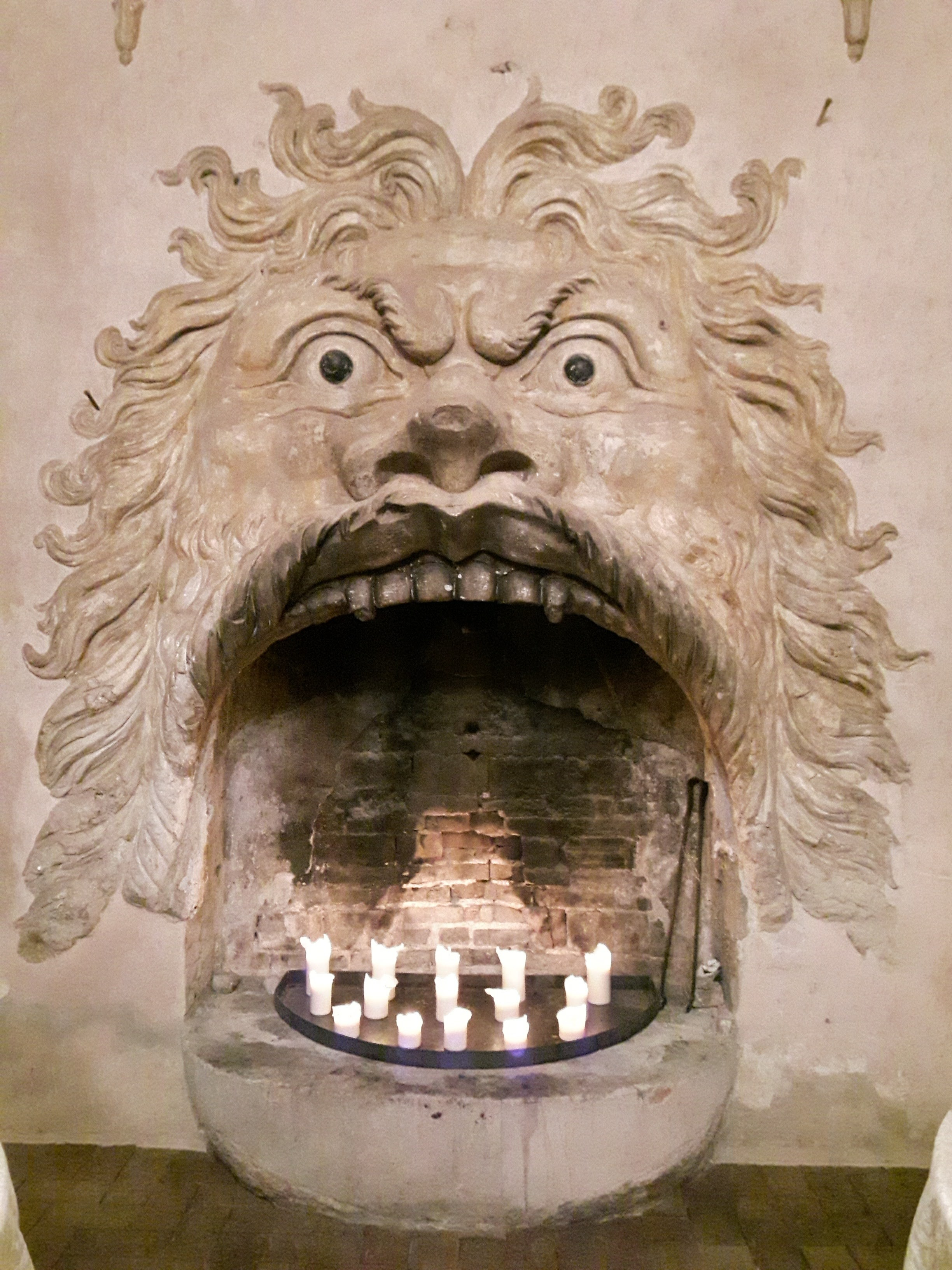
Camino di Satana. Il demone è raffigurato con chioma fiammeggiante e occhi esorbitanti.

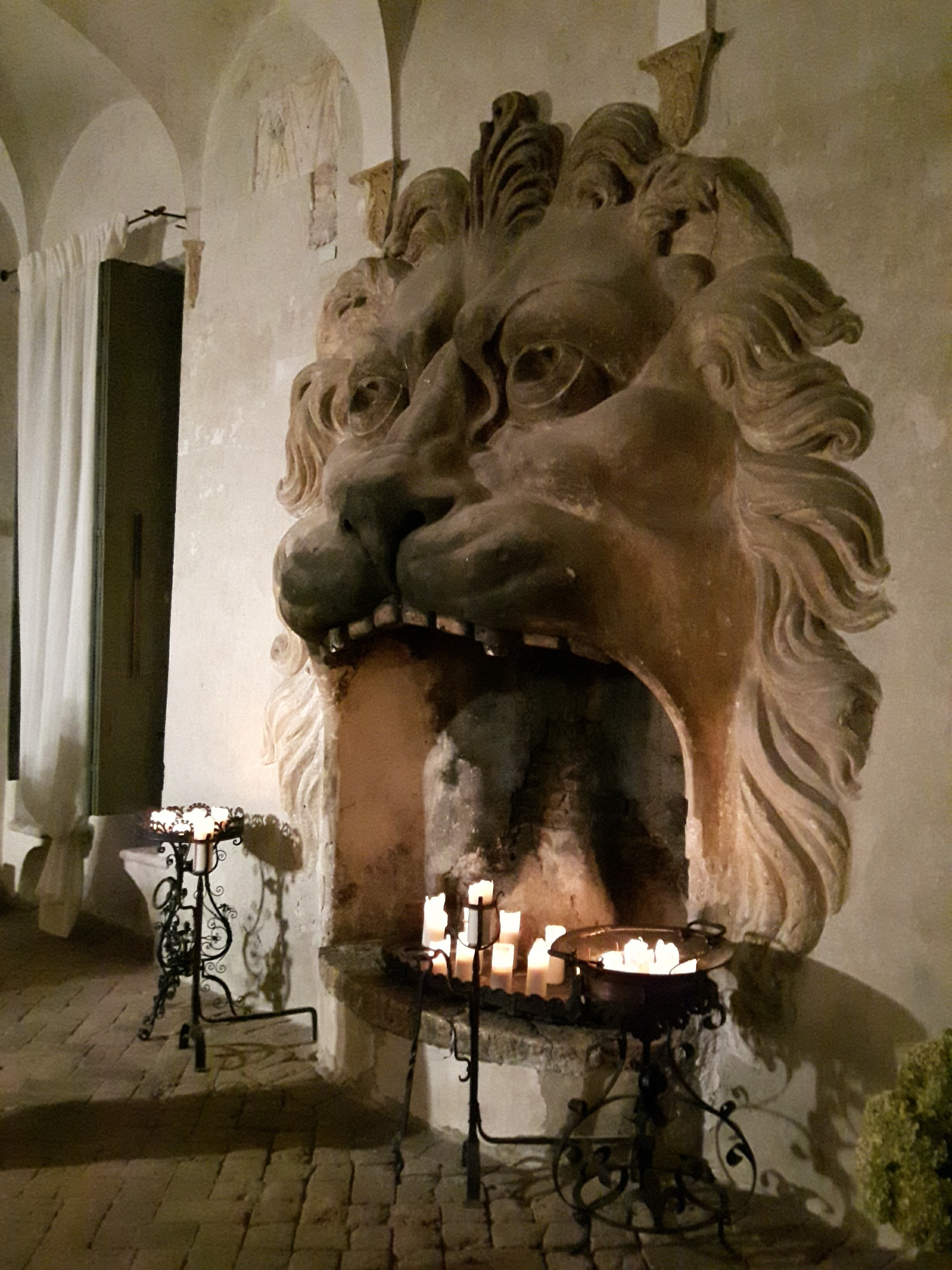
Camino del "Leone ruggente".

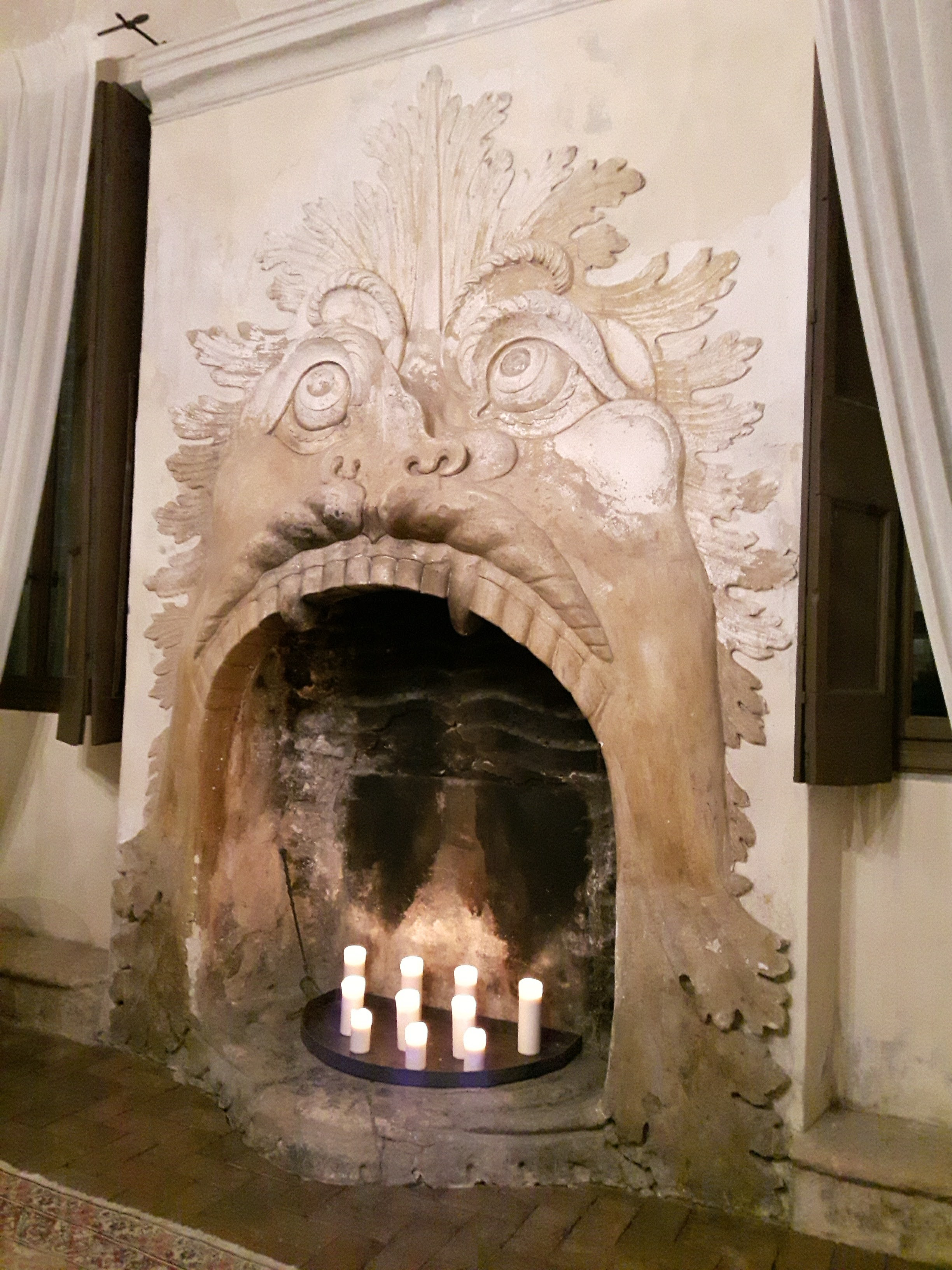
Secondo camino dell'Unicorno. L'immagine cristologica dell'Unicorno, riconoscibile dal corno svettante sopra la fronte, si contrappone frontalmente al camino di Satana.

Derivante dal modello della domus romana, come poteva essere desunto dalla trattatistica del Rinascimento, la villa si sviluppa come una successione di piani ascendenti, secondo la sequenza: giardino inferiore, grotta, giardino con peschiera, cortile con peristilio, giardino superiore e chiesetta.
La grotta si affaccia sul giardino inferiore come una rudimentale costruzione di massi rustici, da cui affiorano, come per metamorfosi, le forme di un mostro dalle fauci spalancate. L'interno, a pianta ottagonale, ruota attorno a un tozzo pilastro a fungo. Le pareti ondulate sono traforate da un secondo mascherone demoniaco e da bassi cunicoli. Il rivestimento di rocce e intonaci grezzi contribuisce a evocare un antro infernale.
Dalla grotta, mediante due rampe di scale divaricate, si sale al giardino mediano, al centro del quale si trova una peschiera attraversata da un ponticello ad arcate, schema che richiama il giardino con peschiera di Palazzo Te a Mantova, opera di Giulio Romano.
Il peristilio, fulcro della villa, è delimitato da pilastri dai conci appena sbozzati, così come i soprastanti capitelli dorici che sorreggono una trabeazione priva di triglifi. Le evidenti trasgressioni della regola architettonica evocano l'idea di una classicità corrotta e decadente.
Nelle stanze interne si trovano quattro camini a mascherone attribuiti, per indizi documentali, a Giovan Battista Scultori, attivo anche in Palazzo Te a Mantova e dunque legato alla cerchia di Giulio Romano. I primi due camini, che aprono le fauci dal lato della grotta infernale, rappresentano: Satana, dalla chioma fiammeggiante e dagli occhi esorbitanti, e un Leone ruggente, altra immagine, nel simbolismo biblico, del demonio. Nel terzo camino tre angioletti sollevano le fauci del mitico Unicorno, l'animale che nella tradizione ermetico-cristiana è simbolo di Cristo e di vittoria sul male. Nel quarto camino, posto sul lato della chiesetta e contrapposto frontalmente al camino di Satana, ricompare, con uno stilizzato corno che svetta dalla fronte, l'Unicorno salvifico con la bocca spalancata e gli occhi rivolti in alto.
Infine, la chiesetta, o tempietto, riprende dai battisteri e dalle chiese dei martiri la forma a ottagono, simbolo dell'ottavo giorno, il giorno della vita eterna.
La chiesetta era in costruzione nel 1557, in luogo di una precedente cappella, mentre la data 1558, incisa sulla campana della torretta, segna l'ultimazione dei lavori. Giorgio Vasari (Le vite, 1568) ne assegna la progettazione a Michele Sanmicheli ("Fece Michele ai signori conti della Torre una bellissima cappella a uso di tempio tondo con altare in mezzo, nella loro villa di Fumane"). L'antistante atrio, tuttavia, mostra caratteri stilistici tipici di Giulio Romano (pianta a due absidi laterali e fronte esterna a serliana inquadrata), i quali fanno ipotizzare che l'atrio sia precedente al corpo ottagonale e dunque coevo al resto della villa (1545 circa).